# Stenoloba manleyi
Stenoloba manleyi là một loài bướm đêm trong họ Noctuidae.